# 686
Năm 686 là một năm trong lịch Julius.